# Ле-Мон-д’Оне
Ле-Мон-д’Оне (фр. Les Monts d'Aunay) — новая коммуна на северо-западе Франции, регион Нормандия, департамент Кальвадос, округ Вир. Коммуна относится к двум кантонам: она является центром кантона Ле-Мон-д’Оне, но ее часть, ассоциированная коммуна Ле-Плесси-Гримуль, входит в состав кантона Конде-ан-Норманди. Расположена в 30 км к юго-западу от Кана, в 6 км от автомагистрали А84 «Дорога эстуарий», в долине реки Орн.
Население (2018) — 4634 человека.

## История
Коммуна образована 1 января 2017 года путем слияния коммун:
- Боке
- Данву-ла-Ферьер
- Кампандре-Вальконгрен
- Ле-Плесси-Гримуль
- Ондфонтен
- Оне-сюр-Одон
- Рукан.

Центром коммуны является Оне-сюр-Одон. От него к новой коммуне перешли почтовый индекс и код INSEE. На картах в качестве координат Ле-Мон-д’Оне указываются координаты Оне-сюр-Одона.

## Достопримечательности
- Шато Ла-Ферьер XVIII века в Данву-ла-Ферьер
- Церковь Святого Самсона 1950-х годов в Оне-сюр-Одон
- Развалины цистерцианского аббатства Нотр-Дам
- Уцелевшие части приората и шато в Ле-Плесси-Гримуль
- Церковь Святого Петра XIX века в Кампандре-Вальконгрен

## Экономика
Структура занятости населения:
- сельское хозяйство — 2,2 %;
- промышленность — 13,5 %;
- строительство — 3,6 %;
- торговля, транспорт и сфера услуг — 20,6 %;
- государственные и муниципальные службы — 60,0 %.

Уровень безработицы (2017) — 11,4 % (Франция в целом —  13,4 %, департамент Кальвадос — 12,5 %). 

Среднегодовой доход на 1 человека, евро (2018) — 19 910 (Франция в целом — 21 730, департамент Кальвадос — 21 490).

## Администрация
Пост мэра Ле-Мон-д’Оне с 2020 года занимает Кристин Сальмон (Christine Salmon). На муниципальных выборах 2020 года возглавляемый ею независимый список победил в 1-м туре, получив 57,03 % голосов.
| Период | Период | Фамилия         | Партия | Примечания                               |
| ------ | ------ | --------------- | ------ | ---------------------------------------- |
| 2017   | 2020   | Пьер Лефевр     |        | директор школы, бывший мэр Оне-сюр-Одон  |
| 2020   |        | Кристин Сальмон |        | Административный и коммерческий менеджер |

## Города-побратимы
- Холсворти, Великобритания
- Мёмбрис, Германия
- Четариу, Румыния

## Галерея

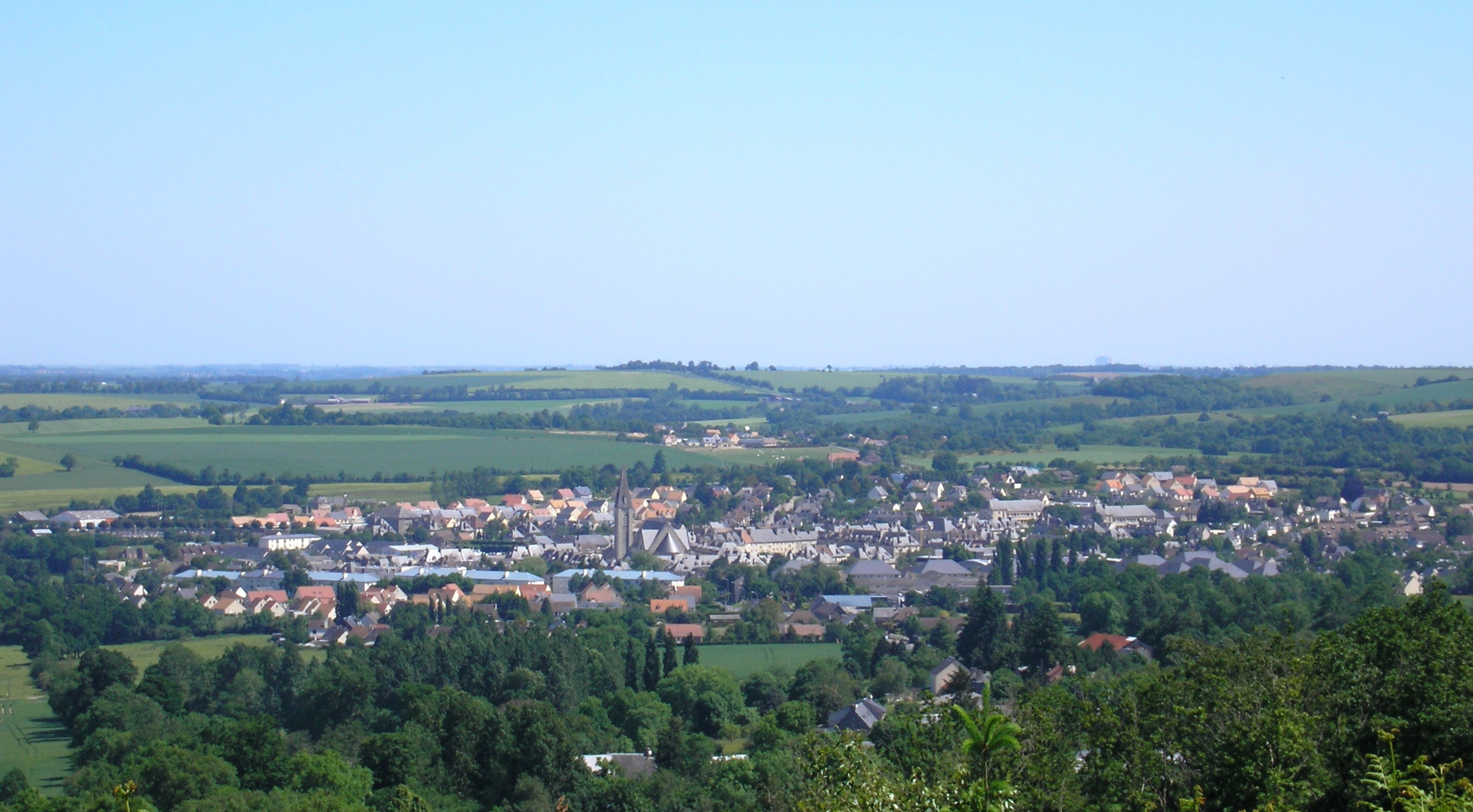
Вид на Оне-сюр-Одон
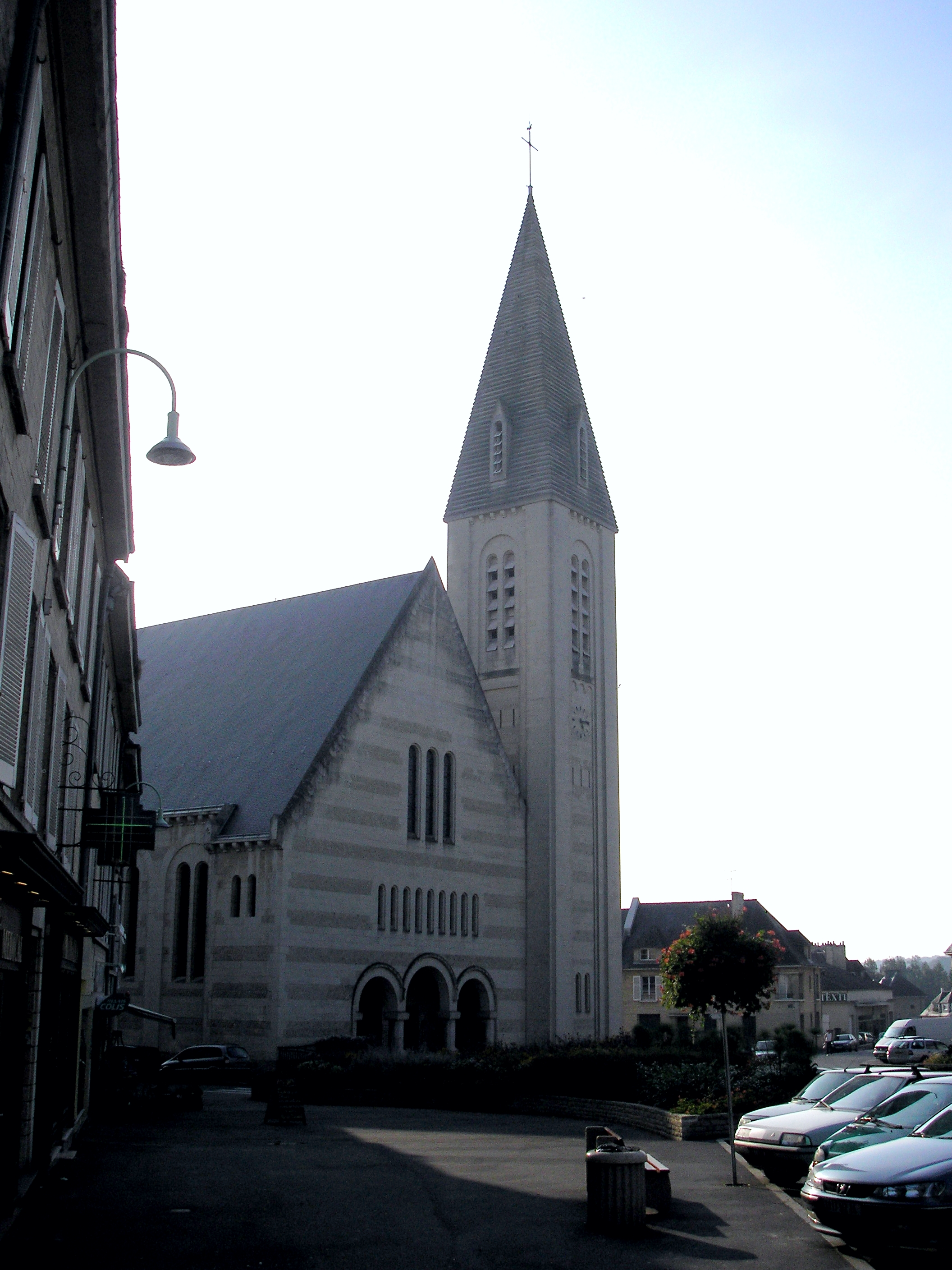
Церковь Святого Самсона
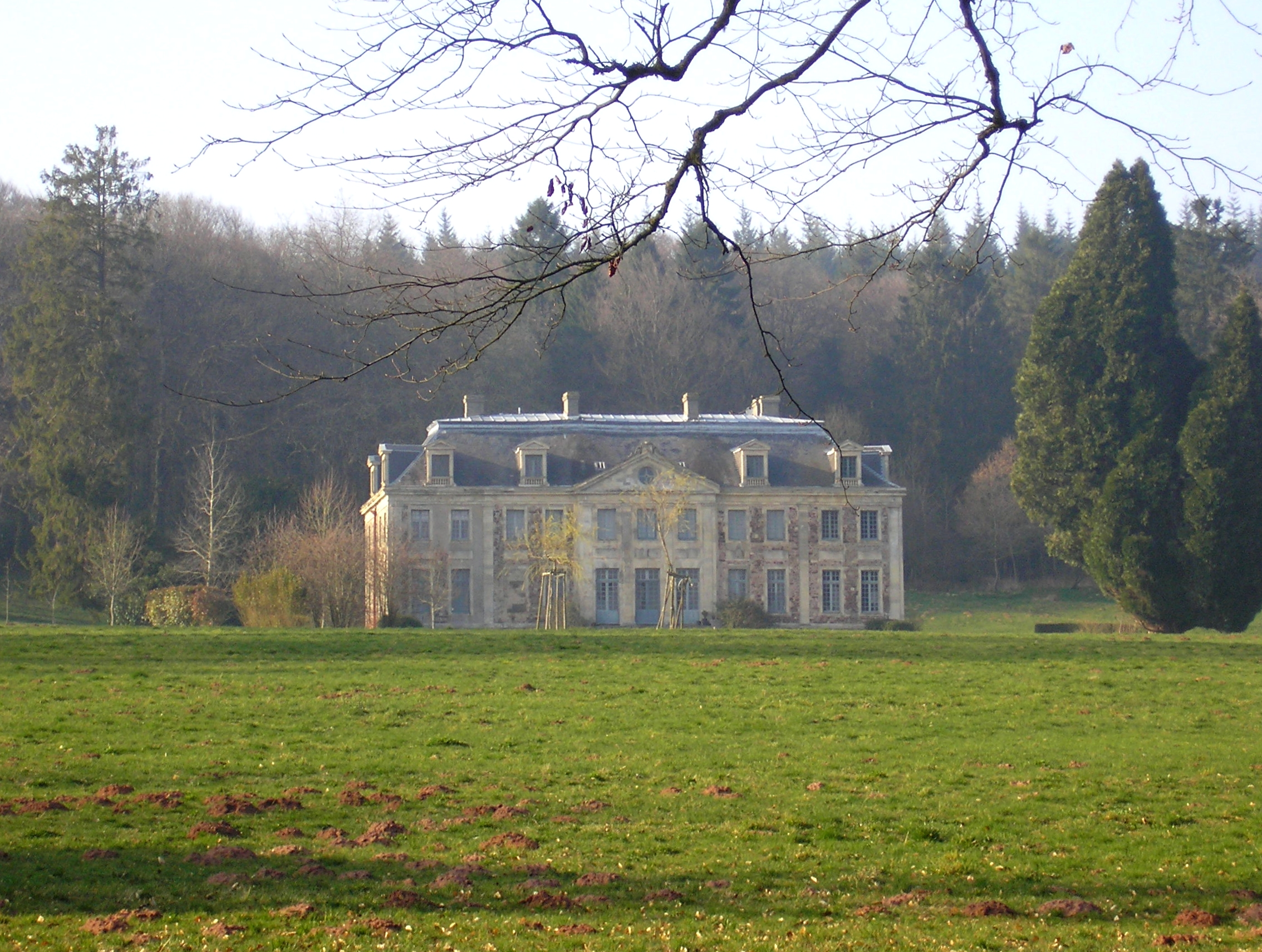
Шато Ла-Ферьер
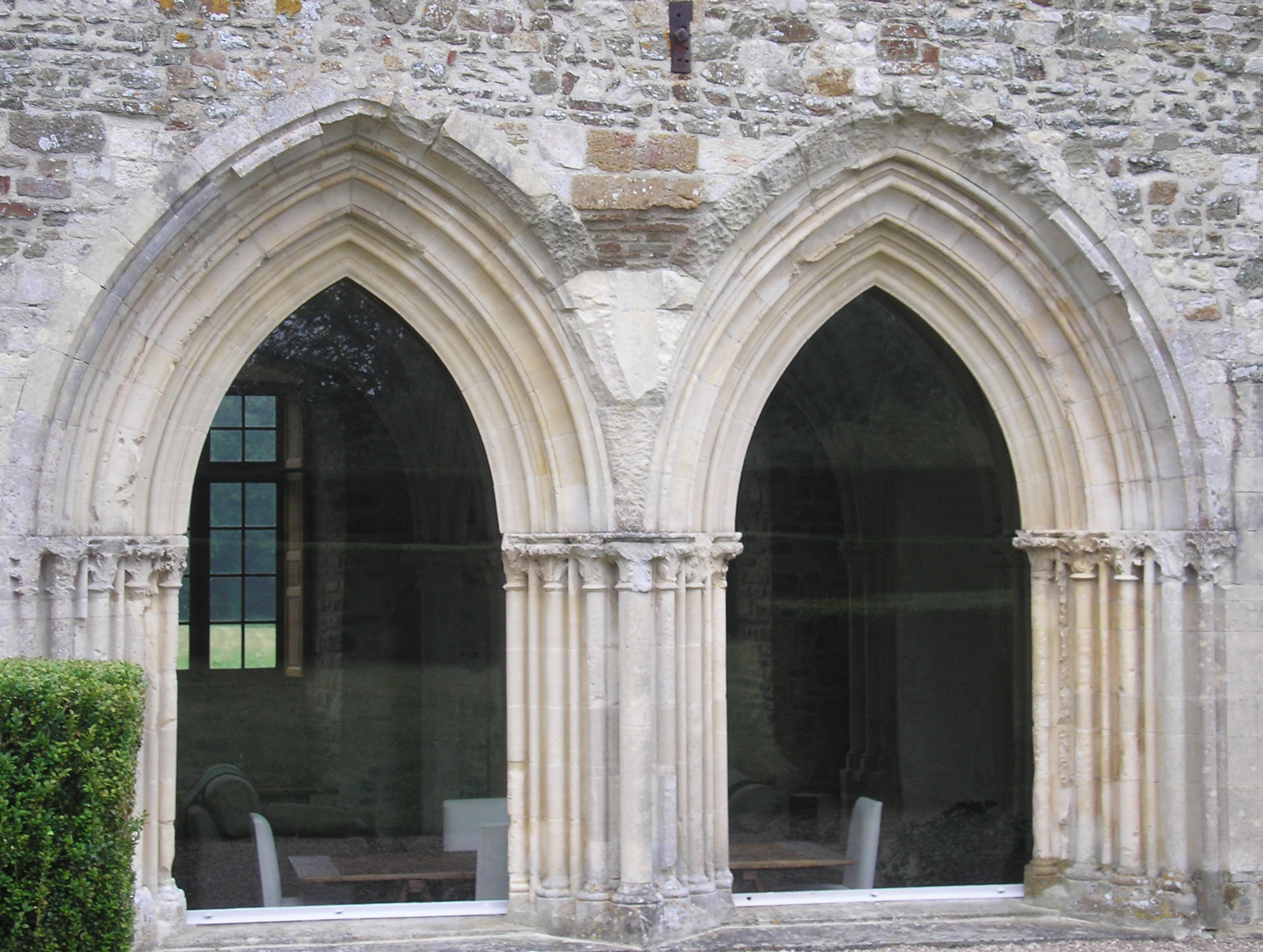
Приорат Ле-Плесси-Гримуль